# Leichtathletik-Europameisterschaften 2006/110 m Hürden der Männer

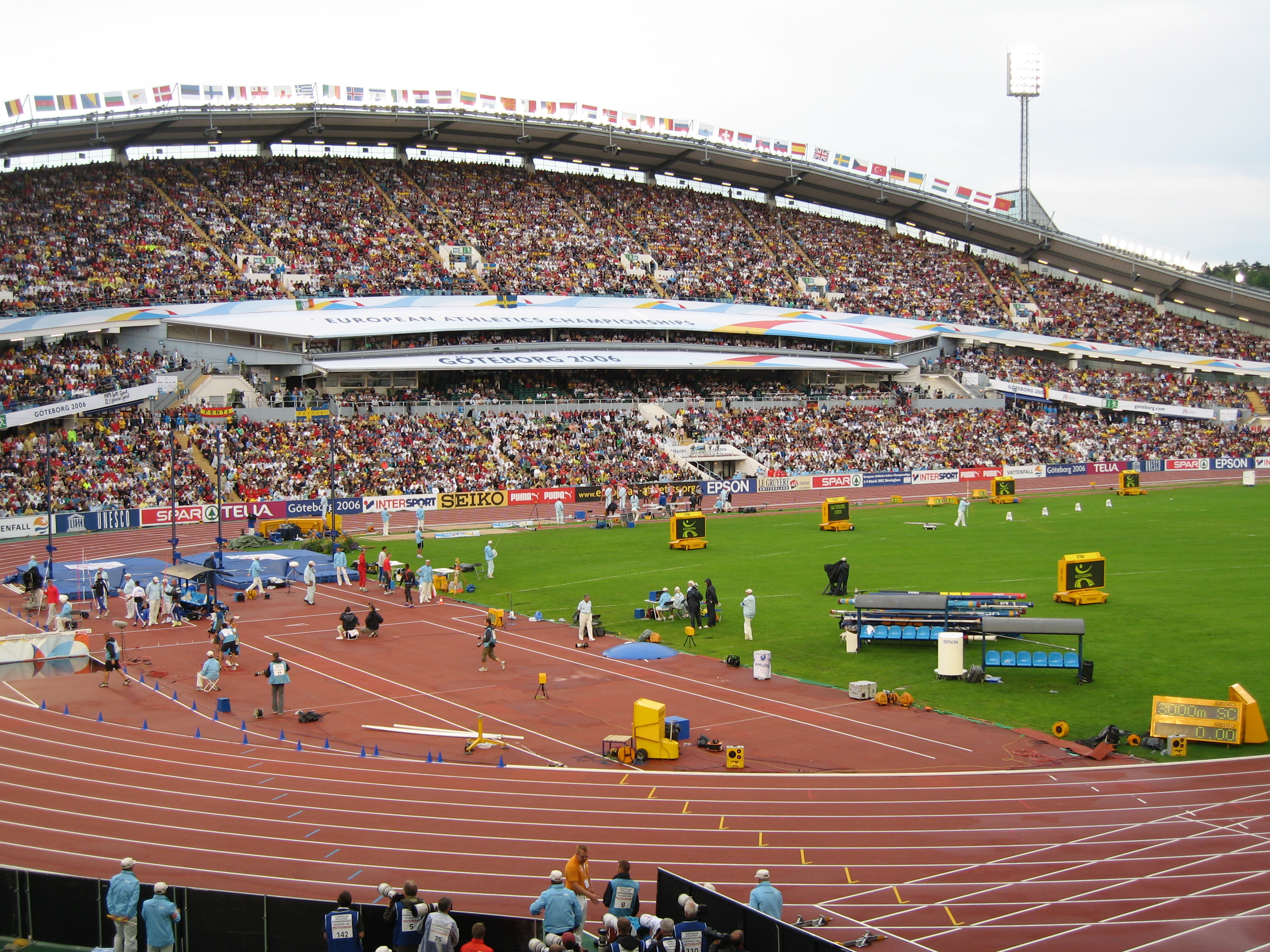
Das Ullevi-Stadion in Göteborg während der Europameisterschaften 2006

Der 110-Meter-Hürdenlauf der Männer bei den Leichtathletik-Europameisterschaften 2006 wurde am 11. und 12. August 2006 im Ullevi-Stadion der schwedischen Stadt Göteborg ausgetragen.
Europameister wurde der lettische EM-Zweite von 2002 Staņislavs Olijars. Der Deutsche Thomas Blaschek gewann die Silbermedaille. Bronze ging an den Briten Andrew Turner.

## Bestehende Rekorde
| Weltrekord           | 12,88 s | Liu Xiang     | Lausanne, Schweiz         | 17. Juli 2006   |
| Europarekord         | 12,91 s | Colin Jackson | WM Stuttgart, Deutschland | 20. August 1993 |
| Meisterschaftsrekord | 13,02 s | Colin Jackson | EM Budapest, Ungarn       | 22. August 1998 |

Der bestehende EM-Rekord wurde bei diesen Europameisterschaften nicht erreicht. Die schnellste Zeit erzielte der lettische Europameister Staņislavs Olijars im Finale mit 13,24 s bei einem Gegenwind von 1,0 m/s, womit er 22 Hundertstelsekunden über dem Rekord blieb. Zum Europarekord fehlten ihm 33, zum Weltrekord 36 Hundertstelsekunden.

## Legende
Kurze Übersicht zur Bedeutung der Symbolik – so üblicherweise auch in sonstigen Veröffentlichungen verwendet:
| DNS | nicht am Start (did not start)           |
| DNF | Wettkampf nicht beendet (did not finish) |
| DSQ | disqualifiziert                          |

## Vorrunde
Die Vorrunde wurde in fünf Läufen durchgeführt. Die ersten beiden Athleten pro Lauf – hellblau unterlegt – sowie die darüber hinaus sechs zeitschnellsten Läufer – hellgrün unterlegt – qualifizierten sich für das Halbfinale.

### Vorlauf 1

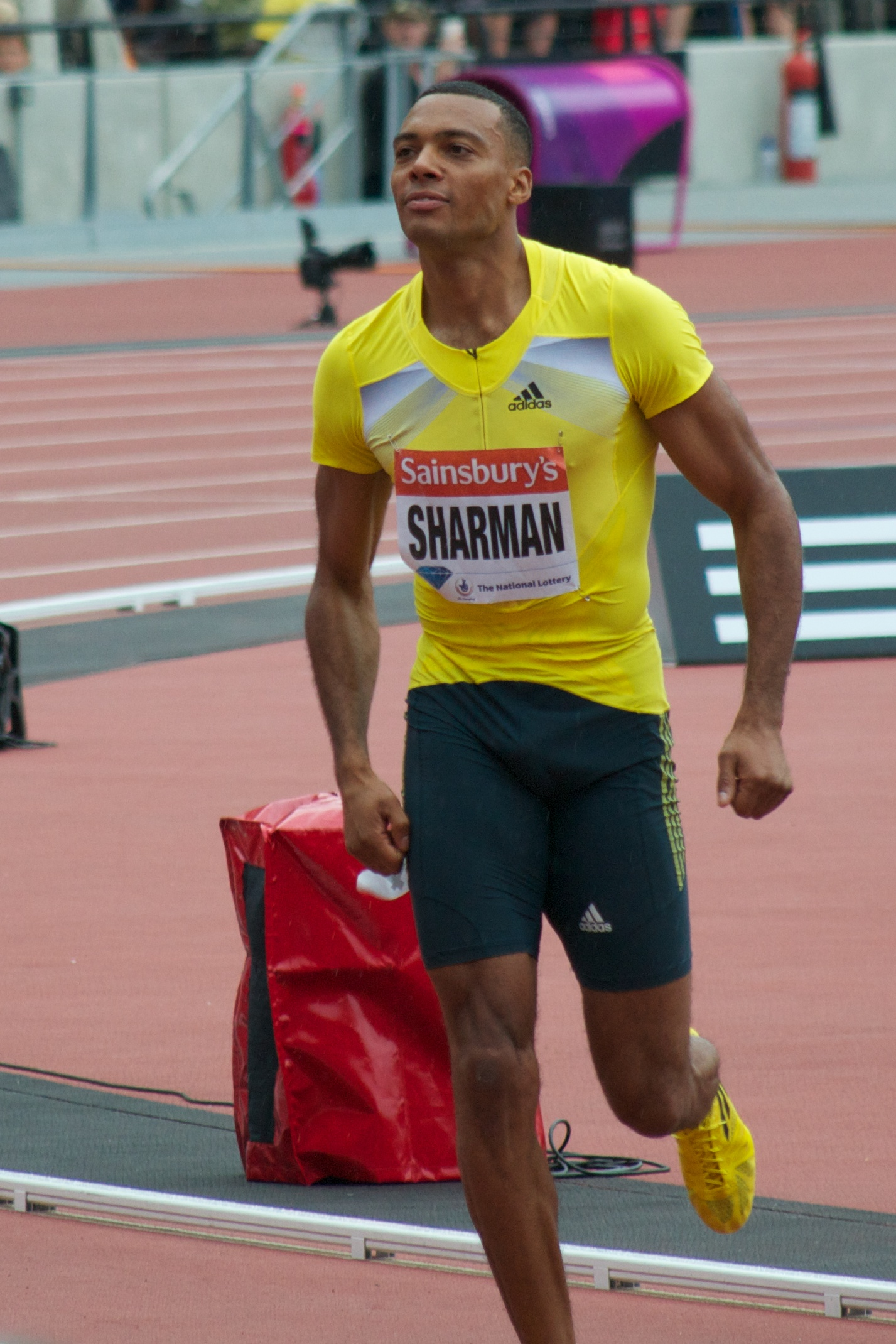
William Sharman reichte sein vierter Rang im Vorlauf nicht für die Semifinalteilnahme

11. August 2006, 11:25 Uhr
Wind: −1,2 m/s
| Platz | Name                | Nation         | Zeit (s) |
| ----- | ------------------- | -------------- | -------- |
| 1     | Robert Kronberg     | Schweden       | 13,52    |
| 2     | Ladji Doucouré      | Frankreich     | 13,65    |
| 3     | Dániel Kiss         | Ungarn         | 13,72    |
| 4     | William Sharman     | Großbritannien | 13,85    |
| 5     | Jewgeni Borissow    | Russland       | 13,97    |
| 6     | Theópistos Mavrídis | Griechenland   | 14,09    |
| 7     | Miroslav Novaković  | Serbien        | 14,40    |

### Vorlauf 2

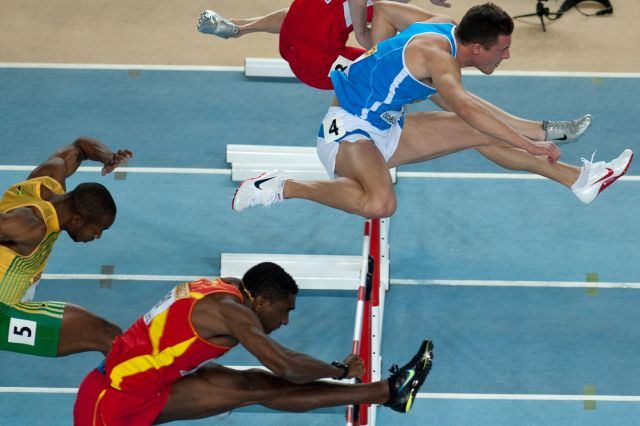
Mit seinen 14,04 s schied Emanuele Abate (blaues Trikot) im Vorlauf aus

11. August 2006, 11:35 Uhr
Wind: ±0,0 m/s
| Platz | Name            | Nation         | Zeit (s) |
| ----- | --------------- | -------------- | -------- |
| 1     | Andrew Turner   | Großbritannien | 13,52    |
| 2     | Gregory Sedoc   | Niederlande    | 13,67    |
| 3     | Felipe Vivancos | Spanien        | 13,75    |
| 4     | Marko Ritola    | Finnland       | 13,82    |
| 5     | Emanuele Abate  | Italien        | 14,04    |
| DNS   | Andreas Kundert | Schweiz        |          |

### Vorlauf 3

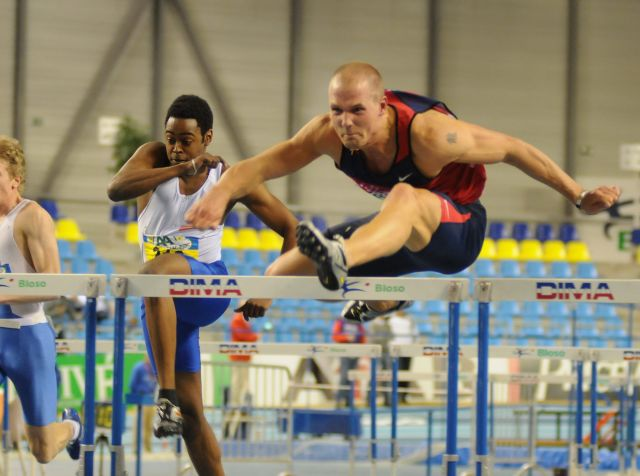
Marcel van der Westen fehlte mit seinen 13,73 s eine Hundertstelsekunde zum Erreichen des Halbfinals
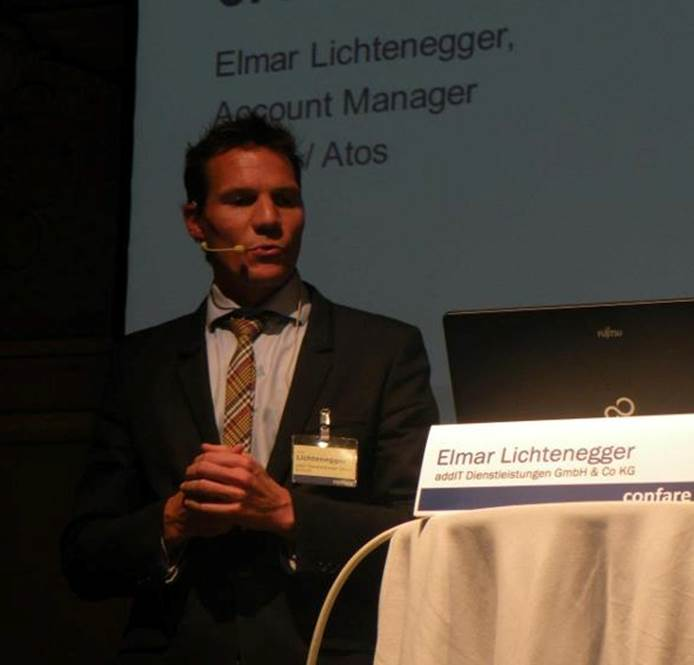
Elmar Lichtenegger (hier im Jahr 2013) erzielte 13,86 s in seinem Vorlauf, womit er nicht in die nächste Runde kam

11. August 2006, 11:45 Uhr
Wind: −1,1 m/s
| Platz | Name                  | Nation      | Zeit (s) |
| ----- | --------------------- | ----------- | -------- |
| 1     | Thomas Blaschek       | Deutschland | 13,65    |
| 2     | Cédric Lavanne        | Frankreich  | 13,70    |
| 3     | Marcel van der Westen | Niederlande | 13,73    |
| 4     | Tarmo Jallai          | Estland     | 13,89    |
| 5     | Elmar Lichtenegger    | Österreich  | 13,89    |
| 6     | Juha Sonck            | Finnland    | 13,91    |
| 7     | Elton Bitincka        | Albanien    | 14,32    |

### Vorlauf 4
11. August 2006, 11:55 Uhr
Wind: −1,1 m/s
| Platz | Name             | Nation                  | Zeit (s) |
| ----- | ---------------- | ----------------------- | -------- |
| 1     | Igor Peremota    | Russland                | 13,48    |
| 2     | Jens Werrmann    | Deutschland             | 13,60    |
| 3     | David Hughes     | Großbritannien          | 13,66    |
| 4     | Ivan Bitzi       | Schweiz                 | 13,69    |
| 5     | Iban Maiza       | Spanien                 | 13,90    |
| 6     | Damir Haračič    | Bosnien und Herzegowina | 14,25    |
| DNF   | Jonathan N’Senga | Belgien                 |          |

### Vorlauf 5
11. August 2006, 12:05 Uhr
Wind: +2,0 m/s
| Platz | Name                 | Nation     | Zeit (s) |
| ----- | -------------------- | ---------- | -------- |
| 1     | Staņislavs Olijars   | Lettland   | 13,25    |
| 2     | Serhiy Demydyuk      | Ukraine    | 13,47    |
| 3     | Alexandru Mihăilescu | Rumänien   | 13,65    |
| 4     | Andrea Giaconi       | Italien    | 13,68    |
| 5     | Stanislav Sajdok     | Tschechien | 13,68    |
| 6     | Olli Talsi           | Finnland   | 13,87    |

## Halbfinale
Aus den beiden Halbfinalläufen qualifizierten sich die jeweils ersten vier Athleten – hellblau unterlegt – für das Finale.

### Lauf 1
12. August 2006, 15:55 Uhr
Wind: +0,6 m/s
| Platz | Name                 | Nation         | Zeit (s) |
| ----- | -------------------- | -------------- | -------- |
| 1     | Igor Peremota        | Russland       | 13,46    |
| 2     | Serhiy Demydyuk      | Ukraine        | 13,46    |
| 3     | Robert Kronberg      | Schweden       | 13,56    |
| 4     | Jens Werrmann        | Deutschland    | 13,60    |
| 5     | Cédric Lavanne       | Frankreich     | 13,63    |
| 6     | Stanislav Sajdok     | Tschechien     | 13,71    |
| 7     | Alexandru Mihăilescu | Rumänien       | 13,79    |
| 8     | David Hughes         | Großbritannien | 13,87    |

### Lauf 2

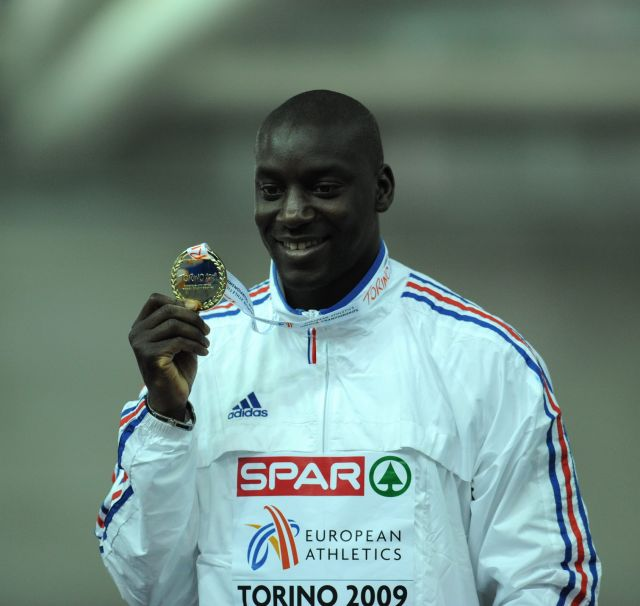
Der amtierende Weltmeister Ladji Doucouré verpasste das Finale um einen Rang
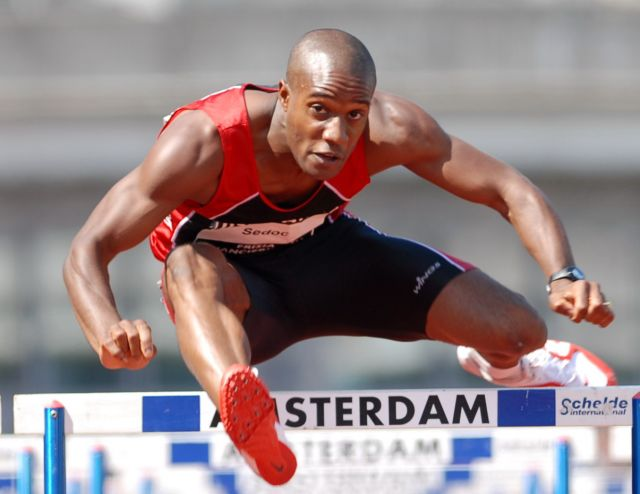
Gregory Sedoc wurde in seinem Halbfinallauf disqualifiziert
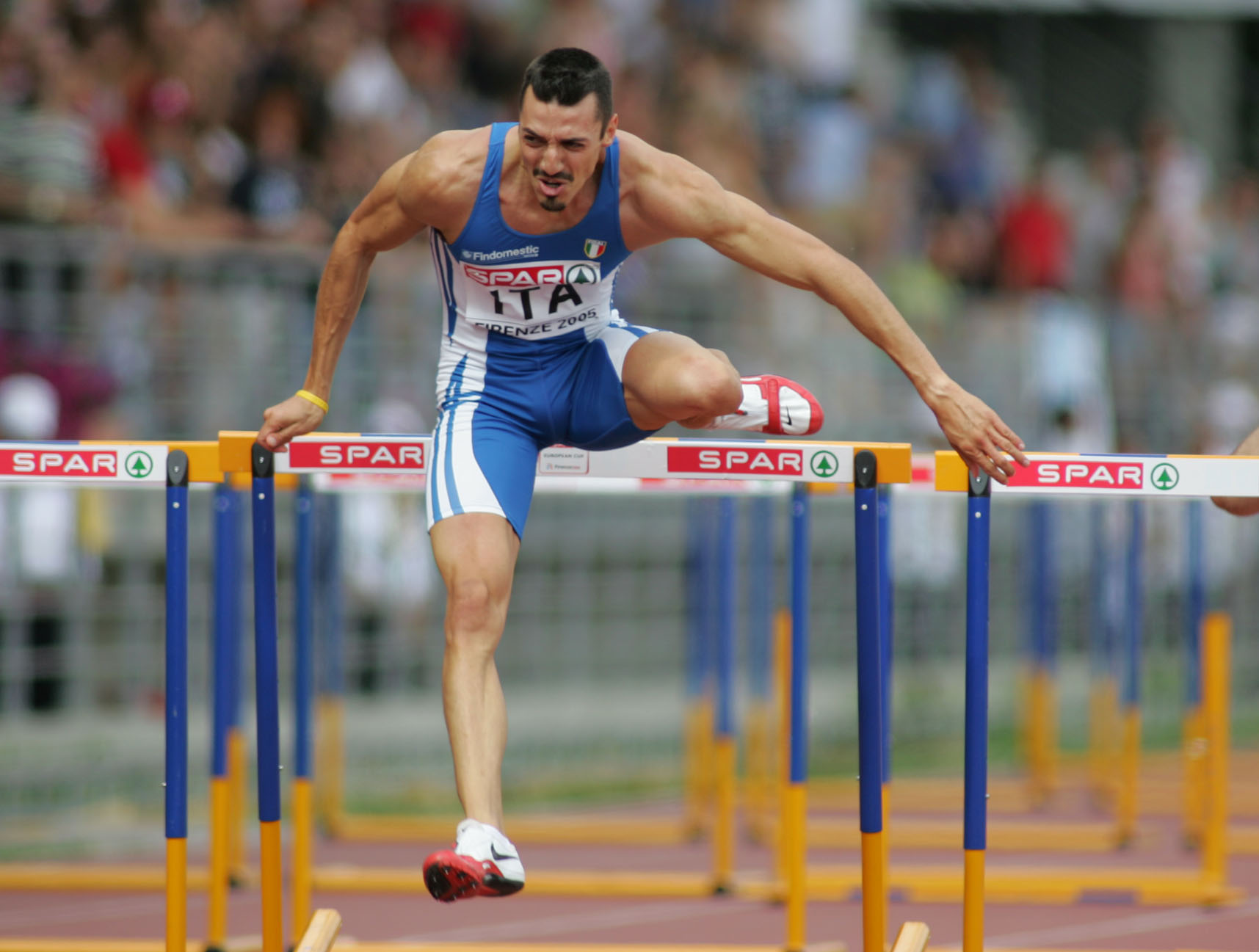
Auch für Andrea Giaconi gab es im zweiten Halbfinalrennen eine Disqualifikation

12. August 2006, 16:05 Uhr
Wind: +3,0 m/s
| Platz | Name               | Nation         | Zeit (s) |
| ----- | ------------------ | -------------- | -------- |
| 1     | Staņislavs Olijars | Lettland       | 13,25    |
| 2     | Thomas Blaschek    | Deutschland    | 13,27    |
| 3     | Andrew Turner      | Großbritannien | 13,36    |
| 4     | Dániel Kiss        | Ungarn         | 13,68    |
| 5     | Ladji Doucouré     | Frankreich     | 13,87    |
| DNF   | Ivan Bitzi         | Schweiz        |          |
| DSQ   | Gregory Sedoc      | Niederlande    |          |
| DSQ   | Andrea Giaconi     | Italien        |          |

## Finale
12. August 2006, 17:40 Uhr
Wind: −1,0 m/s

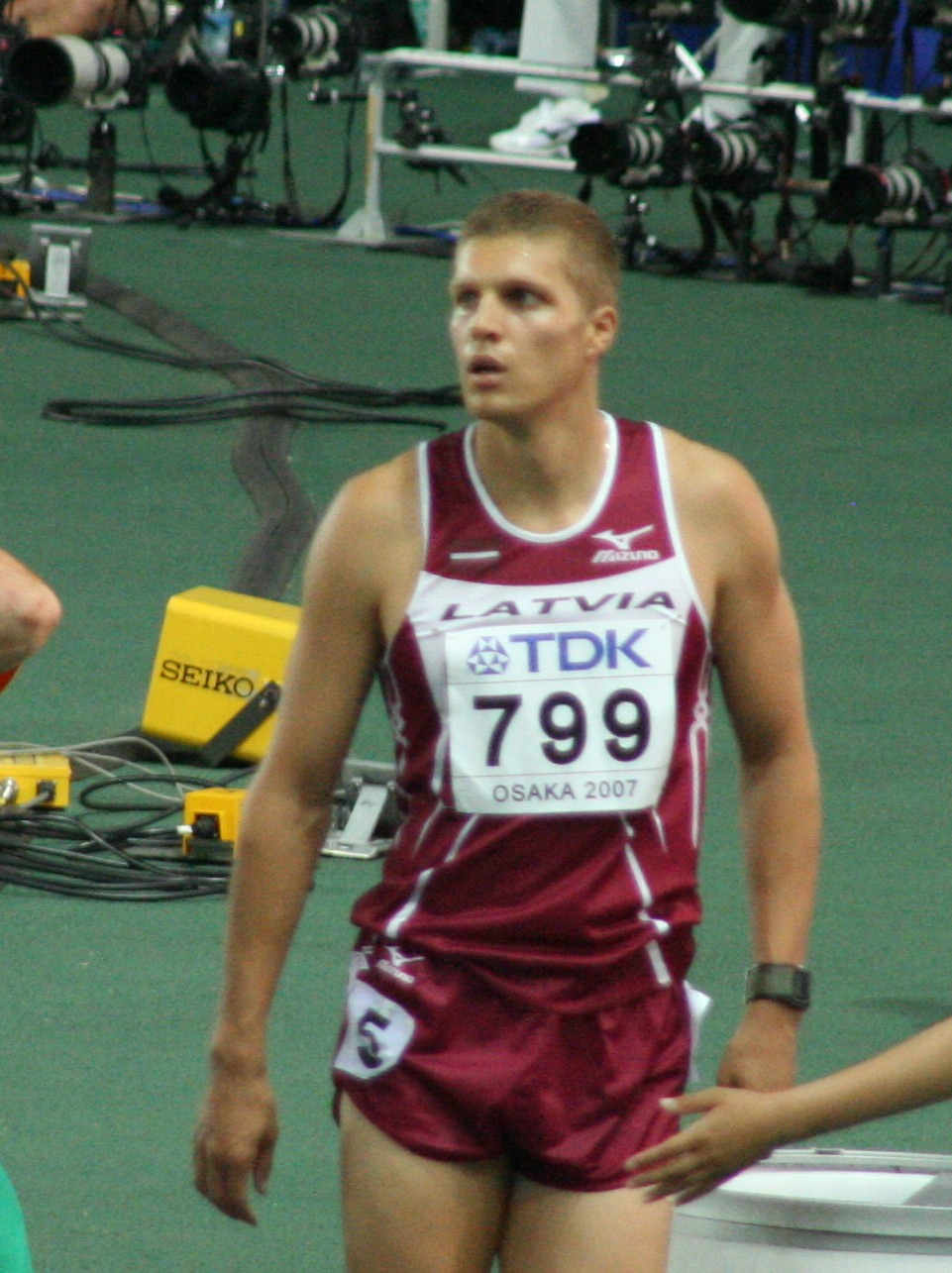
Europameister wurde Staņislavs Olijars, Silbermedaillengewinner von 2002
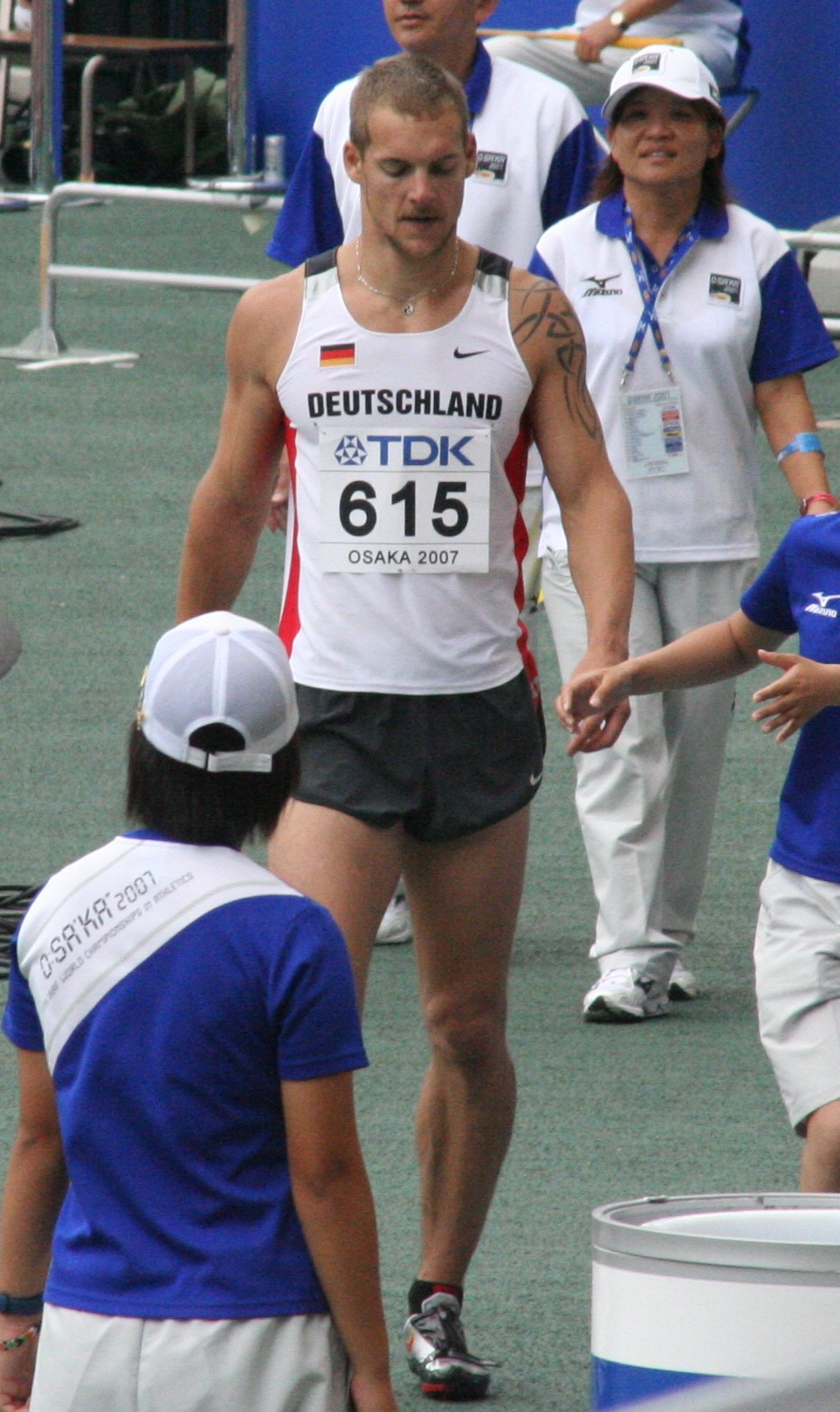
Vizeeuropameister Thomas Blaschek
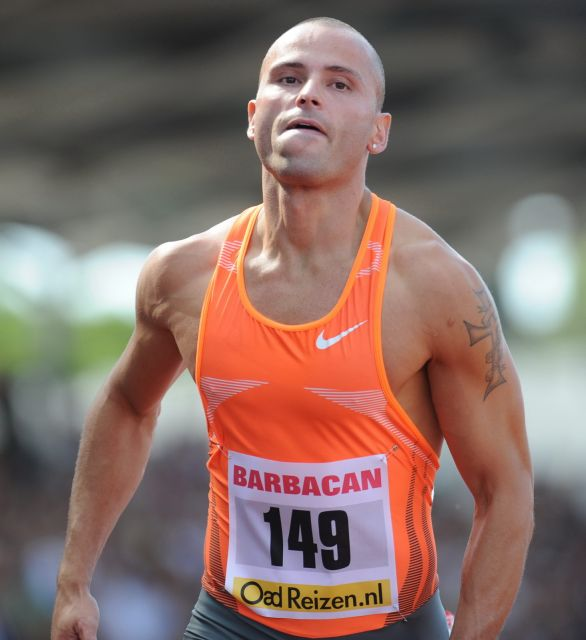
Bronzemedaillengewinner Andrew Turner

| Platz | Name               | Nation         | Zeit (s) |
| ----- | ------------------ | -------------- | -------- |
| 1     | Staņislavs Olijars | Lettland       | 13,24    |
| 2     | Thomas Blaschek    | Deutschland    | 13,56    |
| 3     | Andrew Turner      | Großbritannien | 13,52    |
| 4     | Igor Peremota      | Russland       | 13,55    |
| 5     | Robert Kronberg    | Schweden       | 13,57    |
| 6     | Jens Werrmann      | Deutschland    | 13,63    |
| 7     | Dániel Kiss        | Ungarn         | 13,77    |
| 8     | Serhiy Demydyuk    | Ukraine        | 13,96    |

Bei den ersten Europameisterschaften 1934 war der lettische Geher Jānis Daliņš Europameister geworden. Staņislavs Olijars Goldmedaille war nach 72 Jahren das zweite Gold für Lettland bei Europameisterschaften. Olijars wurde durch seinen Sieg außerdem Nachfolger des vierfachen Europameisters Colin Jackson. Das Finale wurde bei einem Gegenwind von 1,0 m/s ausgetragen.

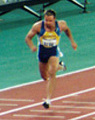
Robert Kronberg kam auf den fünften Platz
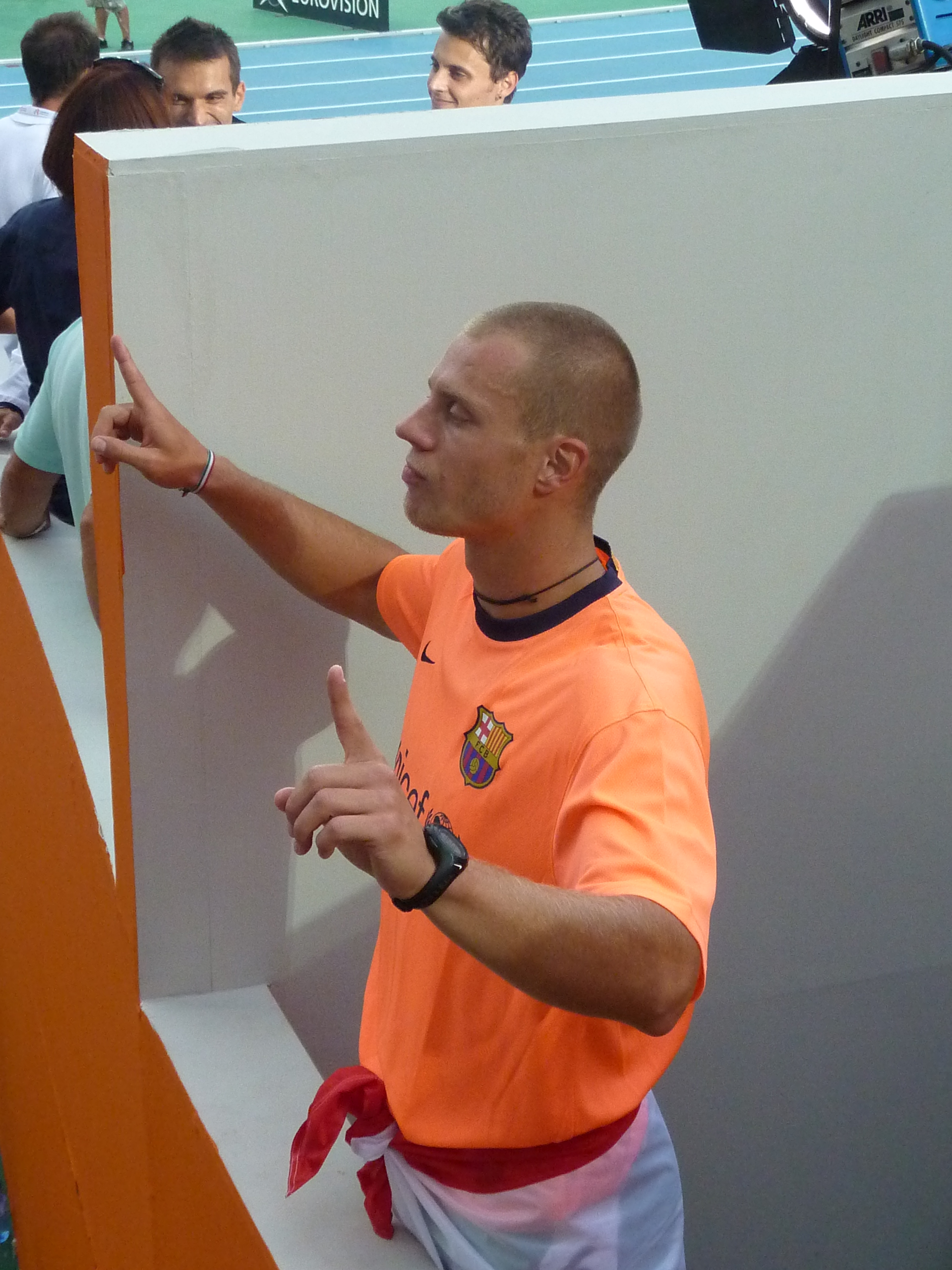
Dániel Kiss belegte Rang sieben
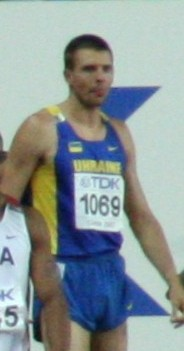
Der achtplatzierte Serhiy Demydyuk

## Videolink
- 2006 European Championships Men's 110m Hurdles, youtube.com, abgerufen am 27. Januar 2023